# Попеску, Эльвира
Эльвира Попеску (после замужества — графиня де Фуа (comtesse de Foy; рум. Elvira Popescu, фр. Elvire Popesco; 10 мая 1894, Бухарест, Королевство Румыния — 11 декабря 1993, Париж, Франция) — румынская и французская актриса театра и кино, театральный режиссёр.

## Биография
Обучалась актерскому мастерству в бухарестской консерватории драматического искусства (Conservatorul de Artă Dramatică). В возрасте 16 лет Эльвира дебютировала на сцене Национального театра Бухареста, в 1912 году впервые снялась в немом кино в драме «Независимость Румынии» (Independenţa României), повествовавшей о румынской войне за независимость в 1877—1878 годах.
Уже в 1919 году Э. Попеску стала художественным руководителем театра «Teatrul Excelsior», а через два года руководила ещё и «Teatrul Mic» (Малый театр).
По настоянию французского драматурга Луи Вернея в 1924 году Э. Попеску переехала в Париж . Верней писал пьесы специально для неё, и Эльвира сыграла главную роль в постановке «Моя кузина из Варшавы». Кроме того, она играла в пьесах «Товарищ» (1933), в «Нина» (1949), «Адская машина» (1954), «Мамаша» (1957) — эту роль Эльвира снова сыграла, когда ей было 84 года.
В 1956—1965 была директором Парижского театра (Théâtre de Paris), а в 1965—1978 возглавляла театр Мариньи (Théâtre Marigny).
Сценическая карьера Эльвиры Попеску длилась непрерывно в течение 65 лет.
Э. Попеску завоевала парижскую публику своим темпераментом, пылом и живостью и неповторимым акцентом, получила от благодарных зрителей прозвище «Богоматерь театра» (фр. «Notre-Dame du théâtre»). Благодаря огромному драматическому таланту Попеску была прекрасной трагедийной актрисой.
Её кинокарьера также оказалась весьма успешной — на счету актрисы 35 работ в кино, в основном, с середины 1930-х до начала 1940-х.

## Фильмография
- 1912 — Независимость Румынии — Таранца
- 1923 — Tigancusa de la iatac — Мария Тарашану
- 1930 — L’étrangère — Дора Кларксон
- 1931 — Моя кузина из Варшавы/ Ma cousine de Varsovie — Соня Вариловна
- 1932 — Sa meilleure cliente — Ядвина
- 1934 — Une femme chipée — Хелена Дарсонье
- 1935 — Dora Nelson — Дора Нельсон и Сузанна Верди
- 1936 — L’amant de madame Vidal — Катерина Видал
- 1936 — Le roi — Тереза
- 1937 — La maison d’en face — мадам Анна
- 1937 — L’homme du jour — Мона Талия
- 1937 — L’habit vert — герцогиня Молевре
- 1937 — À Venise, une nuit — Надя Мортал
- 1937 — Le club des aristocrates — графиня Ирена Валдовска
- 1938 — Tricoche et Cacolet — Бернардина ван де Пуф
- 1938 — La présidente — Веротча
- 1938 — Mon curé chez les riches — Лизетта
- 1938 — Éducation de prince
- 1939 — Eusèbe député — Мариска
- 1939 — Derrière la façade / 32 Rue de Montmartre — мадам Рамю
- 1939 — Le veau gras — княгиня Доротея
- 1939 — Le bois sacré — Францина Маргарита
- 1940 — Paradis perdu — Соня Ворочин
- 1940 — Ils étaient neuf célibataires — графиня Стася Бачевская
- 1940 — L’héritier des Mondésir — Эрика Акселос
- 1941 — Parade en sept nuits — мадам Фанни
- 1941 — Le valet maître — Антония
- 1941 — L’âge d’or — Вера Термуцки
- 1942 — Mademoiselle Swing — Софья де Винчи
- 1942 — Le voile bleu — Мона Лоренца
- 1942 — Frédérica — Фредерика
- 1943 — Fou d’amour — Арабелла
- 1959 — Plein soleil — миссис Попова
- 1960 — Austerlitz — Летиция Бонапарт
- 1967—1972 — Au théâtre ce soir (телесериал) — Соня / Розария

## Личная жизнь
В 1910 году Эльвира Попеску вышла замуж за комика Ауреля Атанасеску, у них родилась дочь Татьяна. Вскоре они развелись, и она вышла за румынского министра промышленности и торговли Иона Манолеску-Струнга, который в 1950-годы был арестован коммунистическими властями Румынии и умер в тюрьме. Её третьим мужем стал граф Максимилиан Себастьян де Фуа (Maximilien Sébastien de Foy) — он был младше Эльвир на шесть лет и в 1967-м умер.
С 1930 по 1985 год Попеско жила в своей резиденции в местечке Мези-сюр-Сен в департаменте Ивелин, где принимала многочисленных гостей.
В 1980-е, несмотря на преклонный возраст, она продолжала быть, хозяйкой салона на авеню Фош в Париже.
Умерла в возрасте 99 лет и была похоронена на кладбище Пер-Лашез.

## Награды
- В 1977 году удостоена французской театральной премии Мольера (фр. Nuit des Molières).
- В 1977 году стала великим офицером национального ордена «За заслуги»[6].
- В 1989 году президент Франсуа Миттеран наградил её орденом Почётного Легиона.